# Samsung Galaxy S II
Samsung Galaxy S II (Samsung I9100 Galaxy S II) – smartfon firmy Samsung. Zaprezentowany został 13 lutego 2011 roku, przed rozpoczęciem Mobile World Congress 2011.
Galaxy S II to pierwszy telefon komórkowy na świecie, wyposażony w układ Samsung S5PV310 „Exynos 4210”, oraz drugi, w którym zamontowano nowy ekran SuperAMOLED Plus (pierwszym był Samsung Infuse 4G).

## Przed premierą
Plotki o następcy i9000 Galaxy S pojawiły się w wakacje 2010 roku. Według tych informacji, i9200 (tak sądzono, że będzie się nazywał) miałby mieć m.in.: ekran 4,3" SuperAMOLED 2 o rozdzielczości 1280 × 720 pikseli oraz dwurdzeniowy procesor o taktowaniu 2 GHz. Samsung nie potwierdzał tych informacji.
1 lutego 2011 roku ruszyła „kampania przygotowawcza” do premiery Galaxy S II. Pojawiły się filmy przedstawiające to urządzenie, jednak dalej nie opublikowano oficjalnie specyfikacji. 13 lutego, o godzinie 19:30 Samsung pokazał oficjalnie po raz pierwszy model Galaxy S II oraz następcę Galaxy Tab – Galaxy Tab 10.1.

## Specyfikacja

### Ekran
Urządzenie posiada dotykowy ekran o przekątnej równej 4,27" (10,85 cm). Jest to wyświetlacz typu SuperAMOLED Plus, o rozdzielczości 480 × 800 pikseli. Mimo tego, że rozdzielczość jest teoretycznie taka sama (w porównaniu do Samsunga i9000), to Galaxy S II ma dużo większą liczbę subpikseli – 3 na piksel (łącznie 1 152 000 [480 × 800 × 3]). Dzięki temu ekran w i9100 jest bardziej wyraźny, niż wyświetlacz PenTile w Galaxy S (2 subpiksele tworzą piksel).

### Procesor
model i9100Procesor to model Exynos 4210 (znany wcześniej jako Orion), zaprojektowany i wyprodukowany przez Samsunga. Jest on wykonany w procesie technologicznym 45 nm. Procesor oparty jest na 2 rdzeniach ARM Cortex A9, taktowanych 1.20 GHz. Procesor można łatwo podkręcić do wyższego taktowania za sprawą autorskiego rozwiązania Samsunga gwarantującego dobre chłodzenie jednostki CPU. Urządzenie posiada także procesor graficzny ARM Mali 400 MP4, dzięki któremu, za pomocą Galaxy S II można nagrywać i odtwarzać filmy w rozdzielczości 1080p.
model i9100Gprocesor TI OMAP4430 1,2 GHz, karta graficzna PowerVR SGX 540.
Na początku kwietnia 2011 roku podana została informacja, że model i9100 (a być może także i i9103), będzie posiadał procesor o taktowaniu nie 1 GHz, jak wcześniej sądzono, ale 1,2 GHz. Być może w związku z tym Galaxy S II dostępny jest dopiero od 1 maja 2011.

### Pamięć
Telefon posiada 1 GB pamięci Mobile DDR RAM. Pamięć wewnętrzna to 16 lub 32 GB, którą można rozszerzyć za pomocą karty microSD o pojemności do 32 GB.

### Łączność i komunikacja
Galaxy S II posiada wbudowany moduł Wi-Fi; typ a/b/g/n. Potrafi także nawiązać łączność z urządzeniami wyposażonymi w port Bluetooth; i9100 posiada moduł w wersji 3.0. Telefon ma także wyjście słuchawkowe (3,5 mm – minijack) oraz złącze USB 2.0.

### Aparat
Samsung I9100 ma dwa aparaty: przedni (właściwie kamera) do rozmów wideo, o rozdzielczości 2 Mpx, oraz tylny. Jest to główny aparat o rozdzielczości 8 Mpx. Do oświetlania służy lampa LED (jedno diodowa), umieszczona tuż obok obiektywu. Dzięki zastosowanemu układowi Soc Exynos z grafiką Mali 400 MP4, Galaxy S II może nagrywać wideo w rozdzielczości Full HD 1080p przy 30 klatkach na sekundę (fps).

### System operacyjny
Aktualna wersja oprogramowania to 4.1.2 Jelly Bean z nakładką TouchWiz UX.
Smartfon został wypuszczony na rynek z systemem Android w wersji 2.3 Gingerbread wraz z TouchWiz 4.0.
13 marca opublikowano aktualizację do wersji 4.0.3 Ice Cream Sandwich.
Udostępniona została następnie aktualizacja do wersji 4.0.4.
24 stycznia 2013 roku wydano aktualizację do wydania 4.1 Jelly Bean, które wprowadzało nową wersję nakładki TouchWiz UX.

## Wydajność
I9100 Galaxy S II jest jednym z szybszych telefonów z Androidem, jak wskazały cztery testy przeprowadzone w lutym 2011 roku przez serwis AnandTech. Razem z Galaxy S II, w testach wzięły udział urządzenia: LG Optimus 3D, LG Optimus 2X i Motorola Atrix 4G.
Serwis AnandTech przeprowadził kolejne testy m.in. GLBenchmark 2.1 Egypt na rozdzielczości 720p, sprawdzający wydajność grafiki.
Galaxy S II zajął trzecie miejsce z wynikiem 42.5 fps, z dużą przewagą nad modelem Infuse 4G (25.5 fps) i LG Optimus 3D (20.4 fps). Kolejne miejsca zajęły: Nexus S (13.4 fps) i iPhone 4 (11.2 fps). Najszybszym smartphonem okazał się iPhone 4S firmy Apple, który osiągnął 72,1 fps.
W benchmarku SunSpider 0.9.1 telefon mimo zastosowania dwurdzeniowego procesora jest mniej wydajny od jednordzeniowych konkurentów takich jak iPhone 4 oraz Nokia N9.

## Sprzedaż
9 maja Samsung ogłosił, że operatorzy komórkowi z całego świata zamówili 3 miliony egzemplarzy telefonu. Chętnych operatorów jest około 140, w tym prawdopodobnie kilku także z Polski. Galaxy S II zapewne przełamie rekord poprzednika, który sprzedał się w liczbie 10 milionów w 7 miesięcy.
W 85 dni sprzedano 5 milionów egzemplarzy Galaxy S II. Ponadto, wynik ten osiągnięto, gdy telefon ten nie był dostępny na rynku amerykańskim i chińskim.
Pod koniec września 2011, Samsung poinformował o 10 milionach sprzedanych egzemplarzy Galaxy S II.
W lutym, producent przedstawił wyniki sprzedaży Galaxy S II, z których wynika, że smartfon znalazł się w rękach 20 milionów użytkowników.
| Data                       | Liczba sprzedanych egzemplarzy | Uwagi                      |
| -------------------------- | ------------------------------ | -------------------------- |
| 1 maja 2011                | -                              | Początek sprzedaży w Korei |
| 30 maja 2011 (30 dni)      | 1 milion                       | Dane dotyczące tylko Korei |
| 4 lipca 2011 (65 dni)      | 3 miliony                      | Dane dotyczą całego świata |
| 29 lipca 2011 (90 dni)     | 5 milionów                     | Dane dotyczą całego świata |
| 26 września 2011 (149 dni) | 10 milionów                    | Dane dotyczą całego świata |
| 23 lutego 2012 (299 dni)   | 20 milionów                    | Dane dotyczą całego świata |

## Modele pokrewne
Wersje amerykańskie

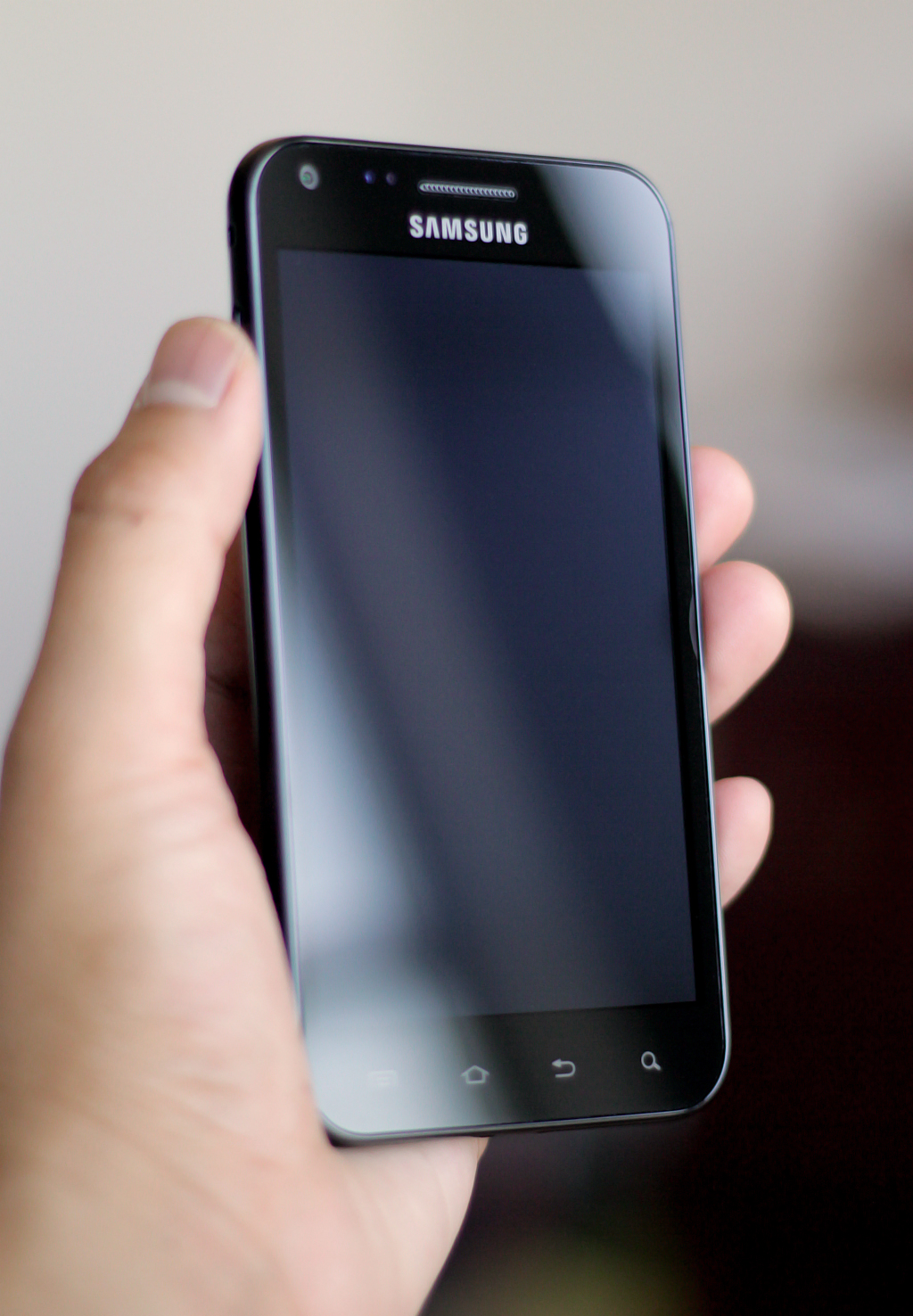
Galaxy S II w wersji dla sieci Sprint (model Epic 4G Touch)

- SPH-D710 Epic 4G Touch dla sieci Sprint – z ekranem 4.52" Super AMOLED Plus, baterią 1800 mAh i interfejsem TouchWiz 3.0 oraz 4G
- SGH-T989 dla sieci T-Mobile USA – z ekranem 4.52" Super AMOLED Plus i dwurdzeniowym procesorem Qualcomm 1.5 GHz oraz obsługą 4G
- SGH-I777 dla sieci AT&T – z taką samą specyfikacją jak model I9100 z dodatkiem obsługi amerykańskich częstotliwości 4G

Samsung i9100GWersja z procesorem TI OMAP4430 1.2GHz i kartą graficzną PowerVR SGX 540 – tą samą, która znajduje się w poprzedniku Galaxy S II – Samsungu i9000.
i9103 Galaxy R
 Początkowo znany pod nazwą i9103 Galaxy S II Lite, posiada 4.19" ekran Super Clear LCD, dwurdzeniowy procesor Tegra 2 1.0 GHz, czy aparat fotograficzny 5 MPx z nagrywaniem filmów w 720p.
i9210 Galaxy S II LTEKolejna wersja SGS II będzie nosić nazwę LTE, ponieważ obsługiwać będzie standard 4G. Model Galaxy S II LTE posiadać będzie dwurdzeniowy procesor firmy Qualcomm – taktowany 1.5 GHz, 4.5" ekran typu Super AMOLED Plus o rozdzielczości 480x800, a także czip NFC, baterię 1850 mAh. Telefon będzie miał także nieco inne wzornictwo, by można go łatwiej odróżnić od "normalnego" Galaxy S II. Pozostałe parametry (aparat, pamięć itd.) pozostały bez zmian.
i9220 (N7000) Galaxy Note
 Model łączący w założeniu cechy smartfonu i tabletu. Telefon ten wyposażony jest bardzo podobnie do Galaxy S II i9100, posiada on ten sam procesor, taktowany jednak 1,4GHz, ma większy ekran 5,3" Super AMOLED HD o rozdzielczości 1280×800. Dodatkowo Note wyposażony został w specjalny indukcyjny rysik S-Pen umożliwiający m.in. sporządzanie odręcznych notatek.
i9230 Galaxy S II HD LTEModel z procesorem 1,5 GHz, 4,65" ekranem Super AMOLED HD o rozdzielczości 1280x720 pikseli i gęstości 316 ppi, 1 GB RAM, 16 GB pamięci wewnętrznej, aparatem 8 MPx zdolnym nagrywać wideo w rozdzielczości FullHD 1080p, baterią o pojemności 1850 mAh.. W końcówce września zaprezentowany został oficjalnie w Korei.
i9250 Galaxy Nexus
 Wersja z dwurdzeniowym procesorem TI OMAP4460 (składającym się z procesora ARM Cortex A9 1.2 GHz i karty graficznej Imagination PowerVR SGX540), 1 GB RAM, 4,65" ekranem HD Super AMOLED 1280x720 pikseli i Androidem 4.0 Ice Cream Sandwich.
i9300 Galaxy S III
 Został zaprezentowany 3 maja 2012 na konferencji Samsung Mobile Unpacked. Posiada 4.8" ekran HD SuperAMOLED o rozdzielczości 1280x720 pikseli, cztero-rdzeniowy procesor Exynos 4 Quad taktowany 1.4GHz, czy pojemną baterię 2100mAh. Wyposażono go także w aparat 8 megapikseli z funkcją HDR i BSI, oraz przednią kamerkę 1.9 megapiksela. System to Android 4.0.3 Ice Cream Sandwich.

### Porównanie wersji
W porównaniu tym nie zostały ujęte: wszystkie wersje amerykańskie, Galaxy Note oraz Galaxy R – jako zupełnie oddzielne telefony.
|                  | I9100 Galaxy S II | I9100G / I9101               | I9105 Galaxy S II Plus            | I9210 Galaxy S II LTE          | I9230 Galaxy S II HD LTE       | I9250 Galaxy Nexus             |
| ---------------- | --- | ---------------------------- | --------------------------------- | ------------------------------ | ------------------------------ | ------------------------------ |
| Wyświetlacz      | 4.27" 480x800 Super AMOLED Plus | 4.3" 480x800 Super Clear LCD | 4.3" 480x800 Super AMOLED Plus    | 4.5" 480x800 Super AMOLED Plus | 4.65" 1280x720 HD Super AMOLED | 4.65" 1280x720 HD Super AMOLED |
| Procesor         | 2x 1.2 GHz Exynos 4210 | 2x 1.0 GHz TI OMAP 4430      | 2x 1.2 GHz Broadcom BCM28155 (OC) | 2x 1.5 GHz Snapdragon MSM8260  | 2x 1.5 GHz Snapdragon MSM8260  | 2x 1.2 GHz TI OMAP 4460        |
| Grafika          | Mali-400 MP4 | PowerVR SGX540               | Broadcom VideoCore IV             | Adreno 220                     | Adreno 220                     | PowerVR SGX540 (OC)            |
| Pamięć RAM       | 1 GB | 1 GB                         | 1 GB                              | 1 GB                           | 1 GB                           | 1 GB                           |
| Pamięć wbudowana | 16 lub 32 GB | 16 GB                        | 8 GB                              | 16 GB                          | 16 GB                          | 16 GB lub 32 GB                |
| Aparat główny    | 8 megapikseli filmy 1080p | 5 megapikseli filmy 720p     | 8 megapikseli filmy 1080p         | 8 megapikseli filmy 1080p      | 8 megapikseli filmy 1080p      | 5 megapikseli filmy 1080p      |
| Kamera przednia  | 2 megapiksele | 2 megapiksele                | 2 megapiksele                     | 2 megapiksele                  | 2 megapiksele                  | 1.3 megapiksela                |
| System           | Android 2.3.3 Gingerbread, od 13 marca 2012 Android 4.0.3 od 15 listopada 2012 Android 4.0.4 Ice Cream Sandwich od 23 stycznia 2013 Android 4.1.2 Jelly Bean | Android 2.3.3 Gingerbread    | Android 2.3.3 Gingerbread         | Android 2.3.3 Gingerbread      | Android 2.3.3 Gingerbread      | Android 4.0 Ice Cream Sandwich |